# Степівська Руда (заказник)
Степівська Руда — гідрологічний заказник місцевого значення у  Монастирищенському районі Черкаської області.

## Опис
Заказник площею 95 га розташовано на болоті в заплаві р. Руда біля c. Степівка.
Як об'єкт природно-заповідного фонду створено рішенням Черкаської обласної ради від 23.06.2010 р. р. №  34-9/V. Землекористувач або землевласник, у віданні якого знаходиться заповідний об'єкт — Степівська сільська рада.
Основною метою створення заказника є регуляція гідрологічного режиму річки Руда.
| {{{alt}}} | Це незавершена стаття про природоохоронну територію або на дотичну тему. Ви можете допомогти проєкту, виправивши або дописавши її. |